# Montgomery (Luizjana)
Montgomery – miasto w Stanach Zjednoczonych, w stanie Luizjana, w parafii Grant.